# Xã Le Grand, Quận Marshall, Iowa
Xã Le Grand (tiếng Anh: Le Grand Township) là một xã thuộc quận Marshall, tiểu bang Iowa, Hoa Kỳ. Năm 2010, dân số của xã này là 1.577 người.